# Houba (hudební skupina)
Houba je punková hudební skupina, která vznikla roku 1995 v Ústí nad Labem, původně pod názvem SRPŠ. První demo s názvem Fičící pes natočila roku 1997 v chomutovském studiu Reckord.

## Historie
Kapela Houba vznikla v roce 1995 na troskách grind/punkové kapely SRPŠ. Již v roce 1996 Houba odehrála více než 20 koncertů a o rok později natočila první nahrávku „Fičící Pes“ (1997). Druhé demo následovalo ve stejném roce („Hnus fialovej“) a kapela se naplno rozjela po České republice. V roce 1999 vychází deska „Pan Káč“, jako první natočené v plzeňském studiu AVIK.
Tomuto studiu kapela zůstává věrná dalších 13 let – „Kuře Punk Pao“ (2000), „Ať von zacvrč“ (2002), „Houba/Leniwiec – Crazy Bros“ (2004, vychází i v Polsku u Pasažer Rec.), „10 let punkrocku v Ústí pod Labem“ (2005), „U Šílena Nesersrny“ (2007), „Split CD s Punk Floid“ (2010), Přišel čas (s písničkářem Tom77, 2012) a čtyřpísňový singl Houba2013 (PHR Records, 2014). Za dobu existence Houba zahrála více než 1000 živých vystoupení nejen v České republice, ale také na Slovensku, v Maďarsku, Polsku, Německu, Litvě, Lotyšsku, Estonsku, Bělorusku, odehrála dvě turné v USA. Prodala celkem více než 10 000 desek. Zahrála si na všech podstatných českých festivalech (Rock for People, Trutnov Open Air, Mighty Sounds a další).
V roce 2018 začala pracovat na novém albu, které se opět nahrává v klatovském studiu Ex-Avik. Jeho mix a mastering mělmít na starost Paul Miner v Kalifornii. První singl a předzvěst nového alba, píseň Ničeho nelitujem, byla prostřednictvím videoklipu zveřejněna 2. listopadu 2018.
Nové album Ničeho nelitujem! vyšlo 1. 9. 2019 u labelu Papagájův Hlasatel Records na CD a LP a zároveň elektronicky.
V listopadu 2020 vychází v reedici na LP starší alba kapely ...ať von zacvrč (2002) a U Šílena Nesersrny (2007).

## Členové
- Martin Nosek – baskytara, zpěv
- Majkl – zpěv
- Jirků – kytara
- MSK – kytara (od 2006)
- Hrdla – bicí

## Diskografie
- Fičící pes – 1997
- Hnus fialovej – 1997
- Pan Káč – 1999
- Kuře punk pao – 2000
- ...ať von zacvrč! – 2002
- Crazy bros – 2004 – split CD s polskou kapelou Leniwiec
- 10 let punkrocku v Ústí nad Labem – 2005
- U Šílena Nesersrny – 2007
- Split CD Houba / Punk Floid – 2010
- Přišel čas – 2012 – jako doprovodná skupina folkpunkera Tom77
- Polština pro samouky – singl – 2013 (cover kapely Leniwiec)
- Houba 2013 – 2014
- Ničeho nelitujem – singl 2018
- Ničeho nelitujem! – 2019

## Videoklipy
- Ničeho nelitujem – 2018[5], režie: Zdeněk Strmiska
- Scéna hnědne – 2019 (neoficiální klip)
- Rok – 2019 (oficiální video ze studia), režie: Jakub Kaska